# Pac-Man 2: The New Adventures
Pac-Man 2: The New Adventures (ハロー! パックマン?, Harō! Pakkuman, lett. "Hello! Pac-Man") è un videogioco di genere avventura grafica del 1994 sviluppato e pubblicato da Namco per Super Nintendo Entertainment System e Sega Mega Drive. La versione SNES del gioco è stata distribuita per Wii U tramite Virtual Console.